# Si Jantung Hati
Si Jantung Hati (tạm dịch: em đẹp như bông hồng) là một ca khúc tiếng Indonesia lừng danh ở Đông Nam Á nửa cuối thập niên 1980.

## Bối cảnh
Sau những thành công của album Tanda Mata, nam ca sĩ trẻ Ade Putra đã thử thay đổi phong cách. Album tiếp theo đó, Si Jantung Hati, được đặt tên theo ca khúc "Si Jantung Hati", do nhạc sĩ Harry Toos (tên thật là Harry Santoso) thể hiện một phong cách pop vui tươi. Với giai điệu nhẹ nhàng, quyến rũ, Si Jantung Hati đã đạt được thành công vang dội, vượt ra khỏi ranh giới đất nước Indonesia, lan rộng khắp Đông Nam Á, trở thành một trong những bài hát thành công nhất của Ade. Nhiều ca sĩ nổi tiếng của Indonesia đã từng trình diễn bài hát này, nổi bật nhất là phân bản do chính Ade Putra song ca với nữ ca sĩ Ira Maya Sopha (tên thật là Hyra Maya Sopha) năm 1986.
Tại Việt Nam, "Si Jantung Hati" được biết đến với phiên bản lời Việt "Hẹn hò đêm trăng" do Nhật Ngân sáng tác. Ngoài ra cũng ghi nhận được các phiên bản tiếng Nhật, tiếng Hoa (phổ thông)... Bài hát này từng được ca sĩ Đan Trường và Eva Kdi trình bày. Với phiên bản dành cho thiếu nhi, nhạc sĩ Nguyễn Ngọc Thiện viết lời Việt với tựa đề "Về quê cũ", không chỉ có Thu Ngọc (cựu thành viên nhóm Mây Trắng) trình bày mà bé Xuân Mai từng thể hiện thành công trong liveshow "Con cò bé bé" số 13 & 16.

## Album "Si Jantung Hati"
- Ca sĩ: Ade Putra
- Năm phát hành: 1984
- Giám đốc âm nhạc: Harry Toos
- Sản xuất: Harry Toos
- Thu âm: Irama Salju Records
- Phát hành: Varia Nada Utama Records

Track List
1. SI JANTUNG HATI (Harry Toos)
2. SEPTEMBER MEMORI (Ade Putra)
3. ENGKAU DATANG HATIKU RIANG (Harry Toos)
4. CINTA PELARIAN (Ade Putra)
5. SELENDANG MEGA (Seto Karebet)
6. CINTA INGUSAN (Ade Putra)
7. SENIMAN KECIL (Ade Putra)
8. TIRAI CINTA (Seto Karebet)
9. DARA PEMALU (Ade Putra)
10. SESAL DAN RINDU (Harry Toos)
11. NATALIA (Harry Van Hove)
12. DEMI CINTAKU DEMI JANJIMU (Dadang S. Manaf)

## Lời bài hát

### Về quê cũ (Lời Việt:Nguyễn Ngọc Thiện)
Phiên bản lời Việt này do Thu Ngọc - thành viên nhóm Mây Trắng  trình bày lúc nhỏ trong chương trình ca nhạc thiếu nhi "Vòng tay thân ái" do hãng phim Phương Nam sản xuất năm 1997 , một phiên bản khác do bé Xuân Mai trình bày (lời 1) trong liveshow Con cò bé bé 13 năm 2002. Đây là lời bài hát dành cho trẻ em:
Qua bao đèo núi cao
Vượt đường xa, tìm lại dòng sông vắng
Em tìm về chốn xưa
Thời thơ ấu ngọt ngào hương cây trái
Nghe trong ngàn lá hoa lời mẹ ru, với tiếng ru ngày nào
À ơi tiếng hát trên dòng sông.
Bâng khuâng nhìn cánh chim chào nắng ấm
Từ cành tre xao xác,
Em tìm lại dấu xưa thời hoa gấm
Bà kể chuyện đêm mưa
Em mơ màng tắm trong chuyện ngày xưa, có phép tiên nhiệm màu
Và mơ những ước mơ thần tiên.
Em nghe bao thời gian
Dường như đứng im gọi mời giấc hồn nhiên
Em nghe như dòng sông
Ngọt ngào hát ca hiền hòa giữa trời mây
Trong đêm sáng trăng
Em nghe mơ ước bay về cùng gió.
Em mong ngày nắng lên gọi đàn chim
Vào vườn cây xanh mát
Em tìm về ấu thơ vườn cây trái
ngọt ngào hương bay cao
Nghe quanh đời ngát thơm mùi quê hương, với tiếng ru dịu dàng
À ơi, đón bước em vào mơ.

### Hẹn hò đêm trăng (Lời Việt:Nhật Ngân)
Bản lời Việt này do Mạnh Đình và Như Quỳnh thể hiện trong Paris By Night 53 - Thiên Đường Là Đây do Trung tâm Thúy Nga  thực hiện năm 2000:
Đêm nay trời sáng trăng
Mình bên nhau, cùng hòa chung câu hát
Hương xuân tình đắm say
Nhạc lâng lâng, lòng anh nghe sao xuyến
Ta say cùng ánh trăng, cùng muôn sao lấp lánh trên trời cao
Sao hỡi, hãy sáng soi tình ta.
Anh mơ một sớm nao
Mình bên nhau, rượu nồng vui pháo cưới
Muôn chim cùng hót ca
Mừng đôi ta tình nồng hương phơi phới
Xin muôn đời có nhau, tình yêu kia sẽ mãi không nhạt phai
Muôn kiếp sẽ mãi không nhạt phai.
Đêm nay ta cùng say rượu thơm ngất ngây
Cùng nhịp bước cuồng quay
Lâng lâng men rượu cay nhịp tim đắm say
Mình hòa khúc tình ca
Xin cho lứa đôi bên nhau sẽ mãi
Muôn đời gần nhau.
Anh mơ một sớm nao
Mình bên nhau, rượu nồng vui pháo cưới
Muôn chim cùng hót ca
Mừng đôi ta tình nồng hương phơi phới
Xin muôn đời có nhau, tình yêu kia sẽ mãi không nhạt phai
Muôn kiếp sẽ mãi không nhạt phai.